# Европейска камбала
Европейската камбала (Pleuronectes platessa) е вид соленоводна лъчеперка от семейство Pleuronectidae.

## Разпространение
Видът е разпространен в Белгия, Великобритания (Северна Ирландия), Германия, Гибралтар, Гърнси, Дания, Джърси, Ирландия, Исландия, Испания, Италия (Сардиния и Сицилия), Латвия, Литва, Ман, Мароко, Монако, Нидерландия, Норвегия, Полша, Португалия, Русия, Фарьорски острови, Франция и Швеция.